# Сољњичка
Сољњичка (слч. Soľnička) насељено је мјесто са административним статусом сеоске општине (слч. obec) у округу Требишов, у Кошичком крају, Словачка Република.

## Становништво
| Година:    | 1994. | 2004.   | 2014.   | 2024.   |
| ---------- | ----- | ------- | ------- | ------- |
| Број људи: | 242   | 246     | 237     | 247     |
| Разлика:   |       | +1,65 % | -3,65 % | +4,21 % |

| Година:    | 2023. | 2024.   |
| ---------- | ----- | ------- |
| Број људи: | 242   | 247     |
| Разлика:   |       | +2,06 % |

Према подацима о броју становника из 2011. године насеље је имало 225 становника.